# Xylotumulus
Xylotumulus — рід грибів. Назва вперше опублікована 2006 року.

## Класифікація
До роду Xylotumulus відносять 1 вид:
- Xylotumulus gibbisporus